# Христос в пустыне (монастырь)
Христос в пустыне (англ. Monastery of Christ in the Desert) — бенедиктинский монастырь, расположенный в пустыне каньона Чама в северо-западной части штата Нью-Мексико, США, приблизительно в 75 милях к северу от Санта-Фе и около 53 миль к югу от поселения Чама. Монастырь является частью Бенедиктинского ордена.

## История
Монастырь основан в 1964 году братом Aелредом Уолом и монахами монастыря Mount Savior из Нью-Йорка. В 1983 году монастырь стал частью Subiaco Benedictine Congregation в качестве приората, а в 1996 году приобрел статус автономного аббатства. Главный архитектор оригинального монастыря — Джордж Накашима. Электричество и вода добываются с помощью солнечных батарей, так как солнце в этих местах в изобилии в течение всего года.
Монастырь имеет два подчинённых монастыря в Мексике: «Ла Соледад», рядом с Сан-Мигель-де-Альенде, и «Святая Мария и все святые» в Ксалапе, а также зависимый монастырь в США — монастырь Святого Креста в Чикаго.
С момента создания монахи следуют уставу Святого Бенедикта. Монастырь имеет пансионат для гостей, а монахи занимаются ремеслами. У монастыря есть сувенирный и книжный магазины.
Монашеская община состоит из монахов из разных стран. Сегодня монастырь является действующим католическим монастырём и открыт для посещений.

## Аббатское пиво
Монастырь имеет собственную монашескую пивоварню, которая с 2006 года производит аббатское пиво в нескольких вариантах: Monks' Ale, Monks' Dubbel, Monks' Dubbel Reserve, Monks' Tripel, Monks Tripel Reserve и Monks' Wit.  
В 2013 году пивоварня выпустила ограниченным тиражом Monks' Kolsch и Monks' American Pale Ale.